# کوستا سن ساوینو
کوستا سن ساوینو (به ایتالیایی: Costa San Savino) یک منطقهٔ مسکونی در ایتالیا است که در کوستاچیارو واقع شده‌است. کوستا سن ساوینو ۱۳۹ نفر جمعیت دارد و ۵۹۹ متر بالاتر از سطح دریا واقع شده‌است.